# Hippolyte Fizeau
Armand Hippolyte Louis Fizeau (født 23. september 1819, død 18. september 1896) FRS FRSE MIF var en fransk fysiker, bedst kendt for at måle lysets hastighed i Fizeau-eksperimentet.